# 穆罕默德·瓦德
穆罕默德·瓦德（阿拉伯语：‎；1999年9月18日—），是卡塔尔归化足球运动员，出生于伊拉克，場上司职中场。现效力于卡塔尔星级足球联赛俱乐部萨德，同时也代表卡塔尔国家足球队。

## 荣誉

### 俱乐部
萨德
- 卡塔尔星级足球联赛2020/21赛季
- 卡塔爾酋長盃冠军：2017、2020、2021
- 卡塔爾盃冠军：2017、2020、2021
- 卡塔爾星盃冠军：2019/20赛季

### 国家队
- 國際足協阿拉伯盃季军：2021